# Американістика
Американістика — багатозначний термін, під яким може матись на увазі:
- «американістика» (англ. American Studies) — сукупність наук, що вивчають культуру, мову, літературу та історію народів Америки;
- «північна американістика» (англ. North American Studies) — сукупність наук, що вивчають культуру, мову, літературу та історію лише США, іноді разом з Канадою;
- «латиноамериканістика» (англ. Latin American Studies) або «іберо-американістика» (англ. Ibero-American Studies) — дослідження країн Центральної та Південної Америки
- «афро-американістика» (англ. Afro-American Studies) — дослідження життя афроамериканців[1].

Американістика в Україні
Американістика в Україні розвивається з часу встановлення двосторнніх відносин між Україною та США після здобуття незалежності України в 1991 році.
Центрами вивчення та популяризації американістики в Україні є: 
- Українська Асоціація Американістики
- Громадська організація "Інститут Американістики"[2][3][4]